# 朝宮神社 (春日井市)
朝宮神社（あさみやじんじゃ）は、愛知県春日井市朝宮町にある神社。

## 概要
『延喜式神名帳』の尾張国山田郡和爾良神社に比定されているが、和爾良神社の後裔社とされる神社は春日井市上条町に鎮座する和爾良神社など複数存在し、定かではない。
社伝によると、朝宮町に鎮座していた和爾良神社が建保6年（1218年）上条城主の小坂光善により上条町に和爾良白山神社と改めて建立し、朝宮町の地には石川県白山市にある白山比咩神社から菊理姫命が勧請・合祀され、朝宮白山宮と称したとされる。戦国時代になると戦火により社殿が焼失したが、江戸時代に社殿が再建された。朝宮御殿の碑が神社と隣接した所に建てられている。